# Arthur Liebehenschel
Arthur Liebehenschel (25. studenog 1901. – 24. siječnja 1948.) bio je zapovjednik sabirnih logora Auschwitz i Majdanek tijekom Drugog svjetskog rata. Nakon rata osuđen je od strane poljske vlade zbog ratnih zločina koje je počinio. Pogubljen je 1948. godine.

## Život
Rođen je u Posenu, današnjem Poznanju. Studirao je ekonomiju i upravne studije. Imao je jednog sina i tri kćeri iz prvog braka. Nije sudjelovao u prvom svjetskom ratu te se 1919. godine pridružuje dragovoljačkim vojnim postrojbama naziva Frajkori. Služi kao viši vodnik u njemačkim postrojbama, odnosno  Reichswehru. 1932. godine pridružuje se NSDAP-u pod članskim brojem 39 254. Nakon dvije godine premješten je u postrojbe SS-a zadužene za upravljanje sabirnim logorima i logorima smrti, poznatim kao (njem.) SS-Totenkopfverbände (SS-TV). Iste godine postaje pobočnik u sabirnom logoru Lichtenburg, a dvije godina kasnije biva premješten u inspektorat za koncentracijske logore i logore smrti koji je smješten u Berlinu.
1. prosinca 1943. godine proglašen je upraviteljem sabirnog logora Auschwitz
, nasljedivši tako Rudolfa Hössa. Nakon što se Höss vratio sredinom 1944. godine, Liebehenschel je postavljen za zapovjednika sabirnog logora Majdanek (u to vrijeme Majdanek je već bio pred raspadom). Nedugo nakon što je postao zapovjednik Majdaneka, logor je evakuiran zbog sovjetskih napada i probijanja u Europu.
Nakon završetka rata uhićen je od strane savezničkih postrojbi i izručen u Poljsku gdje je osuđen i pogubljen zbog ratnih zločina i zločina protiv čovječnosti. Obješen je 24. siječnja 1948. godine.